# Oxiflogopita
L'oxiflogopita és un mineral de la classe dels silicats, que pertany al grup de la biotita. Rep el nom per la seva relació química amb la flogopita.

## Característiques
L'oxiflogopita és un silicat de fórmula química K(Mg,Ti,Fe)₃[(Si,Al)₄O10](O,F)₂. Va ser aprovada com a espècie vàlida per l'Associació Mineralògica Internacional l'any 2009. Cristal·litza en el sistema monoclínic. Forma cristalls toscos de color marró fosc a cristalls prismàtics negres de fins a 1,5 mm, o aplanats de fins a 4 × 4 × 0,2 mm, en cavitats de basalt alcalí. La seva duresa a l'escala de Mohs és 3.
Segons la classificació de Nickel-Strunz, l'oxiflogopita pertany a «09.EC - Fil·losilicats amb plans de mica, compostos per xarxes tetraèdriques i octaèdriques» juntament amb els següents minerals: minnesotaïta, talc, wil·lemseïta, ferripirofil·lita, pirofil·lita, boromoscovita, celadonita, chernykhita, montdorita, moscovita, nanpingita, paragonita, roscoelita, tobelita, aluminoceladonita, cromofil·lita, ferroaluminoceladonita, ferroceladonita, cromoceladonita, tainiolita, ganterita, annita, ephesita, hendricksita, masutomilita, norrishita, flogopita, polilitionita, preiswerkita, siderofil·lita, tetraferriflogopita, fluorotetraferriflogopita, wonesita, eastonita, tetraferriannita, trilitionita, fluorannita, xirokxinita, shirozulita, sokolovaïta, aspidolita, fluoroflogopita, suhailita, yangzhumingita, orlovita, brammal·lita, margarita, anandita, bityita, clintonita, kinoshitalita, ferrokinoshitalita, oxikinoshitalita, fluorokinoshitalita, beidel·lita, kurumsakita, montmoril·lonita, nontronita, volkonskoïta, yakhontovita, hectorita, saponita, sauconita, spadaïta, stevensita, swinefordita, zincsilita, ferrosaponita, vermiculita, baileyclor, chamosita, clinoclor, cookeïta, franklinfurnaceïta, gonyerita, nimita, ortochamosita, pennantita, sudoïta, donbassita, glagolevita, borocookeïta, aliettita, corrensita, dozyïta, hidrobiotita, karpinskita, kulkeïta, lunijianlaïta, rectorita, saliotita, tosudita, brinrobertsita, macaulayita, burckhardtita, ferrisurita, surita, niksergievita i kegelita.

## Formació i jaciments
Va ser descoberta a Rothenberg, a la localitat alemanya de Bell, a Eifel (Renània-Palatinat). També ha estat descrita a Graulay, a la localitat de Hillesheim (també a Eifel); a la pedrera Michelsberg, a Eberbach (Baden-Württemberg); a Zirkel Mesa, al comtat de Sweetwater (Wyoming, Estats Units), i al meteorit Chassigny, un meteorit marcià que va caure a la localitat francesa de Chassigny el 3 d'octubre de 1815.